# Telese Terme
Telese Terme, được gọi đơn giản là Telese cho đến năm 1991, là một thành phố ở tỉnh Benevento, vùng Campania của Italia. Thành phố này tọa lạc trong thung lũng Calore nổi tiếng với các suối lưu huỳnh.
Telese là một thành phố Samnite cổ có tên Telesia. Thành phố này đã bị Hannibal chiếm năm 207 trước Công nguyên, sau đó Scipio đã lập một thuộc địa La Mã tại đây.